# Costa Rica i olympiska vinterspelen 1980
Costa Rica deltog med en deltagare vid de olympiska vinterspelen 1980 i Lake Placid. Landets deltagare erövrade ingen medalj.